# Adolescence perdue
Adolescence perdue (Perfect High) est un téléfilm canadien, sous le titre original Perfect Hight, aussi appelé Chasing the tiger, réalisé par Vanessa Parise, diffusé aux États-Unis le 27 juin 2015 sur Lifetime.

## Synopsis
Amanda est cheerleader dans son lycée, c'est une danseuse très douée et une leader dans son équipe. À la suite d'un show de danse à l'occasion d'un match, elle se blesse au genou lors de la chorégraphie. La blessure est importante et les médecins lui prescrivent des anti-douleurs. À la suite de sa blessure et du fait d'être écartée de l'équipe, elle se rapproche d'un groupe de 3 adolescents qui vont peu à peu l'entraîner dans l'addiction en consommant des drogues dures. Un jour, une adolescente faisant partie du groupe meurt d'une overdose ; choquée par la mort de son amie, Amanda décide de se faire soigner.

## Fiche technique
- Réalisation : Vanessa Parise
- Scénario : Anne-Marie Hess
- Photographie : Mahlon Todd Williams
- Musique : Justin R. Durban (arz)
- Durée : 87 minutes
- Date de diffusion :
  -  France : 4 juillet 2016 sur TF1

## Distribution
- Bella Thorne (VF : Alice Taurand) : Amanda
- Daniela Bobadilla (VF : Alexia Papineschi) : Riley
- Israel Broussard (VF : Hugo Brunswick) : Carson
- Ross Butler (VF : Antoine Schoumsky)  : Nate
- Matreya Fedor (en) (VF : Kelly Marot) : Brooke
- Patrick Sabongui (en) (VF : Nessym Guetat) : père de Carson
- Aren Buchholz (VF : Thierry Gondet) : Rick
- Peter Benson (VF : Jean-Baptiste Mercerac) : Dean
- Jasmine Sky Sarin (VF : Jennifer Fauveau) : Alexis
- Lucia Walters (VF : Magali Rozenzweig) : le coach Yost
- Ryan Grantham (VF : Julien Crampon) : Robbie

VF, direction artistique : Ivana Coppola 

## Accueil
Le téléfilm a été vu par 1,671 millions de téléspectateurs lors de sa première diffusion.